# دوشان لایوویچ
دوشان لایوویچ (سیریلیک صربی: Душан Лајовић؛ زادهٔ ۳۰ ژوئن ۱۹۹۰) یک تنیس‌باز اهل صربستان است.